# Bilinguisme officiel au Canada
 (novembre 2024).
La mise en forme du texte ne suit pas les recommandations de Wikipédia : il faut le « wikifier ».
Les points d'amélioration suivants sont les cas les plus fréquents. Le détail des points à revoir est peut-être précisé sur la page de discussion.
- Les titres sont pré-formatés par le logiciel. Ils ne sont ni en capitales, ni en gras.
- Le texte ne doit pas être écrit en capitales (les noms de famille non plus), ni en gras, ni en italique, ni en « petit »…
- Le gras n'est utilisé que pour surligner le titre de l'article dans l'introduction, une seule fois.
- L'italique est rarement utilisé : mots en langue étrangère, titres d'œuvres, noms de bateaux, etc.
- Les citations ne sont pas en italique mais en corps de texte normal. Elles sont entourées par des guillemets français : « et ».
- Les listes à puces sont à éviter, des paragraphes rédigés étant largement préférés. Les tableaux sont à réserver à la présentation de données structurées (résultats, etc.).
- Les appels de note de bas de page (petits chiffres en exposant, introduits par l'outil «  Source ») sont à placer entre la fin de phrase et le point final[comme ça].
- Les liens internes (vers d'autres articles de Wikipédia) sont à choisir avec parcimonie. Créez des liens vers des articles approfondissant le sujet. Les termes génériques sans rapport avec le sujet sont à éviter, ainsi que les répétitions de liens vers un même terme.
- Les liens externes sont à placer uniquement dans une section « Liens externes », à la fin de l'article. Ces liens sont à choisir avec parcimonie suivant les règles définies. Si un lien sert de source à l'article, son insertion dans le texte est à faire par les notes de bas de page.
- La présentation des références doit suivre les conventions bibliographiques. Il est recommandé d'utiliser les modèles {{Ouvrage}}, {{Chapitre}}, {{Article}}, {{Lien web}} et/ou {{Bibliographie}}. Le mode d'édition visuel peut mettre en forme automatiquement les références.
- Insérer une infobox (cadre d'informations à droite) n'est pas obligatoire pour parachever la mise en page.

Pour une aide détaillée, merci de consulter Aide:Wikification.
Si vous pensez que ces points ont été résolus, vous pouvez retirer ce bandeau et améliorer la mise en forme d'un autre article.
 (octobre 2016).

Répartition linguistique au Canada
Anglais (1)
Anglais et français (2)
Français (3)

- 0-5 %
- 5-10 %
- 10-30 %
- Plus de 30 %

Taux de bilinguisme anglais-français au Canada par province (2016) :
0-5 %
5-10 %
10-30 %
Plus de 30 %
,

Le bilinguisme officiel au Canada est à la fois une réalité linguistique et une politique publique fédérale consacrant l'anglais et le français comme langues officielles du Canada. Encadré à l'échelle fédérale par la Loi sur les langues officielles, le bilinguisme d'État vise à placer les deux langues sur un pied d'égalité dans les institutions fédérales.
Le taux de maîtrise des deux langues chez un même individu étant plutôt bas (17,9 % en 2016), le bilinguisme officiel est un moyen pour garantir l'épanouissement des minorités francophones et anglophones dans les régions unilingues du pays. Même si la majorité des provinces et territoires du Canada ont une langue qui prédomine fortement sur une autre, un réel bilinguisme est pratiqué dans la population au sein d'une « ceinture bilingue », à la rencontre du Québec, de prédominance francophone, et des provinces anglophones voisines.

## Contexte

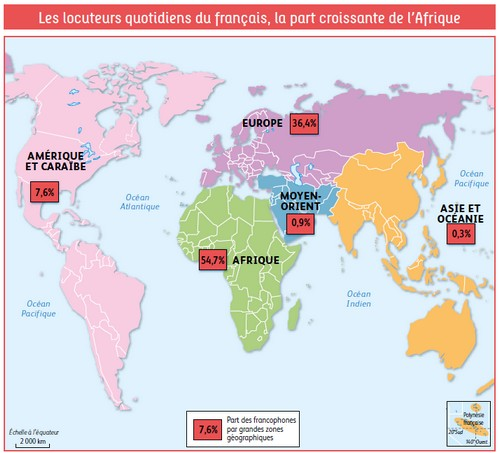
En rose, les locuteurs de langue française en Amérique.

Depuis la Conquête, plusieurs textes ont été adoptés afin de garantir aux francophones le droit d'utiliser le français dans des contextes officiels mais l'anglais est resté largement prépondérant. À la seconde moitié du XXe siècle, une politique de bilinguisme est mise en place. En 1969, la Loi sur les langues officielles fait du français et de l'anglais les deux langues officielles du gouvernement fédéral. Cette disposition est confirmée par la Loi constitutionnelle de 1982 qui déclare « Le français et l'anglais sont les langues officielles du Canada ; ils ont un statut et des droits et privilèges égaux quant à leur usage dans les institutions du Parlement et du gouvernement du Canada. »
Ainsi, la politique de bilinguisme du gouvernement fédéral comprend :
- l'obligation pour le gouvernement fédéral de gérer ses affaires à la fois en français et en anglais et le droit pour les usagers de recevoir les services de l'administration dans l'une des deux langues ;
- l'encouragement des autres niveaux de gouvernement (les provinces et territoires, mais également les municipalités) à fournir des services dans les deux langues ;
- l'obligation pour certains acteurs privés à fournir des indications dans les deux langues (comme l'étiquetage des produits alimentaires par exemple) ;
- le soutien aux acteurs non gouvernementaux qui encouragent ou promeuvent le statut de l'une ou l'autre des langues officielles (ce qui inclut un soutien aux organisations de la minorité anglophone au Québec et à celles de la minorité francophone ailleurs).

Au niveau provincial, seul le Nouveau-Brunswick est officiellement bilingue en vertu de la Constitution. Le Québec est officiellement unilingue francophone depuis 1974 mais fournit des services en anglais à la minorité anglophone. Le Québec et le Manitoba ont l'obligation constitutionnelle d'adopter leurs lois dans les deux langues. Les sept autres provinces sont anglophones mais ont adopté des mesures pour offrir certains services en français à la minorité francophone[évasif]. C'est notamment le cas de l'Ontario depuis 1989.
Le français et l'anglais sont langues officielles dans les trois territoires. De plus, l'inuktitut est officiel au Nunavut et neuf langues autochtones sont officielles dans les Territoires-du-Nord-Ouest.
Avec chaque année de nombreux nouveaux immigrants, la part de la langue française a diminué au cours de l'histoire. Ainsi, en 1860, 63 % de la population du Canada était francophone, contre 25 % d'anglophones. Les anglophones devinrent majoritaires vers 1895. De nos jours[Quand ?], les francophones constituent environ 23 % de la population.

## Histoire

### Chronologie du bilinguisme au Canada
- 1534 - 1763 Le Canada est créé par l’explorateur Jacques Cartier en 1534, lequel en fait une colonie française.
- 1763 Le traité de Paris de 1763 transfère la possession française du Canada à l’Angleterre. La Proclamation royale crée la Province of Quebec et abolit les droits des Francophones.
- 1774 Alors qu'en Nouvelle Angleterre la colère gronde contre de nouvelles taxes, la Couronne juge bon de ne pas aliéner les Canadiens français de la Province of Quebec. Par réalisme politique, les britanniques décident de sanctionner l’Acte de Québec afin de redonner des droits aux Francophones[6].
- 1791 L’Acte constitutionnel[7] divise la Province of Quebec et crée le Haut-Canada et le Bas-Canada. Le Haut-Canada est principalement anglophone alors que le Bas-Canada est principalement francophone.
- 1792 La première législature du Bas-Canada entame le premier débat sur les langues. En dépit du fait que le Bas-Canada soit une colonie britannique, les procès-verbaux sont rédigés dans les deux langues.
- 1837 - 1838 La Rébellion des Patriotes[8] est un mouvement de protestation canadien-français afin de dénoncer les politiques arbitraires des Anglais envers les Francophones et d’obtenir la reconnaissance de leurs droits.
- 1839 Le rapport sur les affaires de l’Amérique du Nord britannique (rapport Durham) est publié. Il recommande la fusion du Haut-Canada et du Bas-Canada, l’abrogation des droits des Francophones ainsi qu’une immigration massive de Britanniques vers le Canada afin d’y noyer les Francophones et de les assimiler à la culture anglaise.
- 1840 L’Acte d’Union est proclamé. Il s’inspire du rapport Durham de 1839 en créant des dispositions qui mettent en pratique le sens même de l’ensemble de ses recommandations. Il dispose, entre autres, que les documents de la législature seront rédigés exclusivement en anglais.
- 1848 Le Parlement de Londres abroge l'article 41 de l'Acte d'Union, qui faisait de l'anglais la seule langue officielle au Parlement du Canada-Uni. La nouvelle arrive au Canada en 1849 et laisse un vide juridique. Plusieurs députés canadiens français avaient déjà bravé la loi en prenant la parole dans leur langue à l'Assemblée.
- 1867 L’article 133 de L’Acte de l’Amérique du Nord britannique (texte aujourd’hui appelé Loi constitutionnelle de 1867) autorise l’emploi du français ou de l’anglais dans les débats du Parlement ainsi que dans les procédures devant les tribunaux fédéraux. Cette disposition prévoit également l’usage obligatoire de ces langues dans les archives, les procès-verbaux et les journaux du Parlement de même que l’adoption et la publication des lois dans les deux langues.

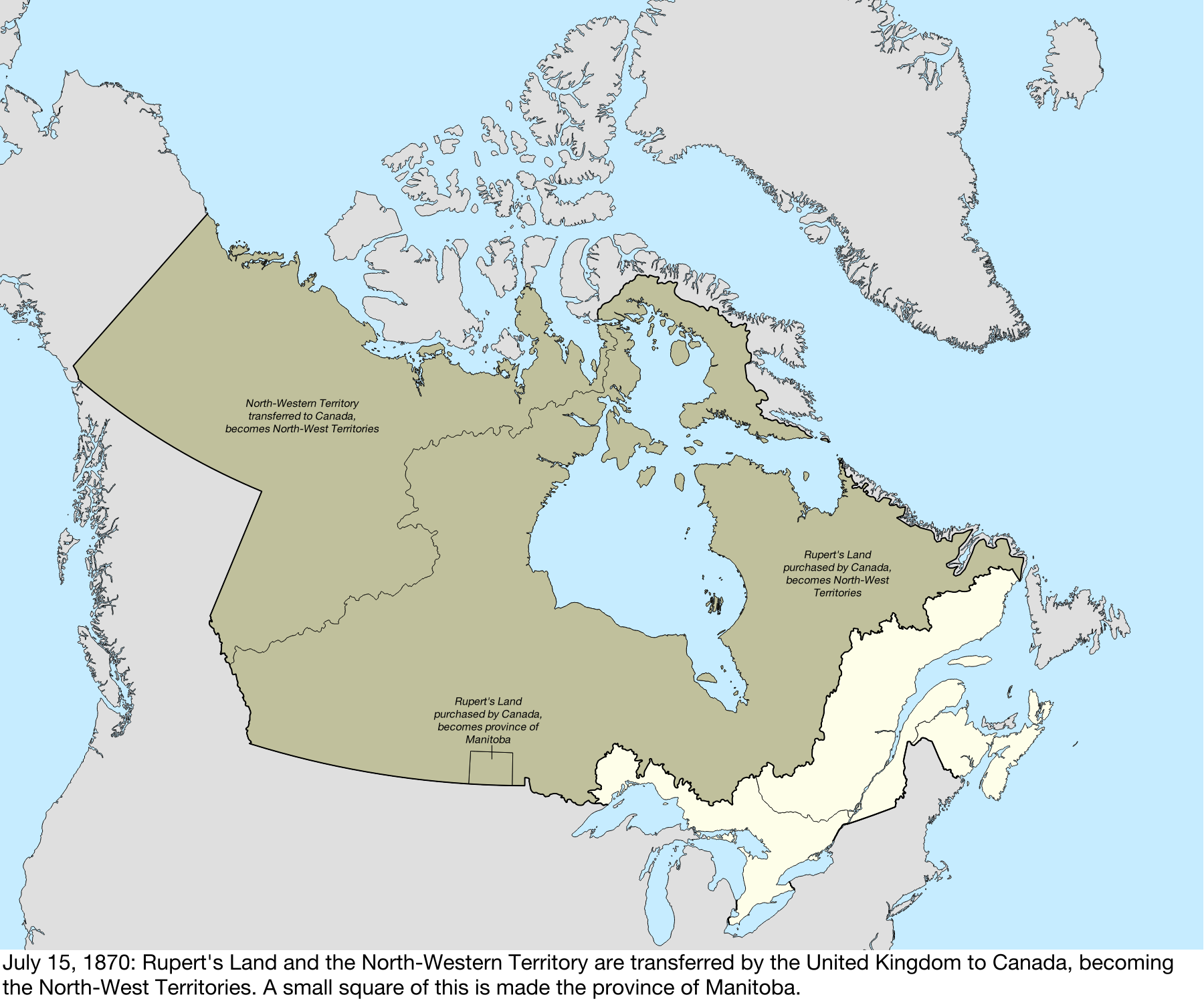
La Loi sur le Manitoba de 1870.

- La Loi sur le Manitoba de 1870.1870 Lors de l’entrée du Manitoba au sein de la Confédération, le français obtient un statut officiel au sein de la Législature de la province et devant les cours de justice grâce à la Loi sur le Manitoba adoptée par le Parlement canadien.
- 1871 Le gouvernement du Nouveau-Brunswick vote la « Common Schools Act »[9] pour renforcer et réformer le système scolaire. Ce faisant, il abandonne du même coup un système informel d’écoles séparées qui s’est développé depuis les années 1850. Les partisans de cette loi soutiennent que l’école non confessionnelle et obligatoire permettra à tous les enfants de la province d’avoir accès à l’éducation. Cependant, plusieurs citoyens de la province s’opposent au principe de l’école libre, affirmant que l’éducation des enfants est la responsabilité des parents et que le gouvernement n’a aucun droit d’imposer que les enfants fréquentent l’école. Les principaux opposants à la loi sont des groupes confessionnels tels que les anglicans et, plus farouchement, les catholiques[9].
- 1875 Un projet de loi d’autonomie par le Parlement canadien aboutit à l’entrée en vigueur de la Loi sur les Territoires du Nord-Ouest. Celle-ci introduit le principe des écoles séparées et prévoit ainsi la garantie de l’établissement d’écoles catholiques romaines (françaises) et protestantes (anglaises) dans les Territoires du Nord-Ouest. Elle prévoit en plus que le français et l’anglais seront utilisés au sein de la Législature et que les lois seront rédigées et publiées dans les deux langues.

La tension [au sujet de la question des écoles du Nouveau-Brunswick de 1871] atteint un point culminant lors des émeutes de janvier 1875 à Caraquet, au cours desquelles deux personnes sont tuées par balle. Des amendements seront apportés à la loi afin d’améliorer la situation des catholiques.
- 1884 La question des écoles du Nord-Ouest résulte d’un conflit entre l’Église et l’État sur le contrôle de l’éducation dans les Territoires du Nord-Ouest. Une première législation sur les écoles locales crée deux systèmes scolaires confessionnels réunis sous un seul conseil scolaire comprenant des sections protestantes et catholiques autonomes[10].
- 1885 L’anglais est décrété matière obligatoire et devient langue d’enseignement dans les écoles ontariennes. Tous les évènements subséquents de protestation étant reliés au décret formeront la question des écoles de l’Ontario.
- 1890 La question des écoles du Manitoba[11] suscite une controverse lors de l’adoption de la Loi sur les écoles du Manitoba[11] par la législature manitobaine. Elle abolit le français comme langue officielle ainsi que le financement des écoles catholiques (fort majoritairement francophones). Bien qu’elle soit en contradiction avec la Loi sur le Manitoba de 1870, le Comité judiciaire du Conseil privé de Londres annule le jugement de la Cour suprême du Canada qui avait prononcé l’inconstitutionnalité de la Loi sur les écoles du Manitoba.
- 1892 Avec l’accroissement de la majorité protestante [dans les Territoires du Nord-Ouest], des mesures administratives et législatives ont pour effet, avant 1892, de transformer les écoles confessionnelles en un système scolaire « national » ou public dirigé par l’État. Dans quelques écoles, l’influence religieuse est réduite au minimum[10].
- 1894 Les catholiques des Territoires du Nord-Ouest tentent sans succès d’obtenir plus de contrôle sur le système d’éducation en faisant appel au gouvernement fédéral[10].
- 1896 Les gouvernements du Canada et du Manitoba concluent un compromis sur l’usage du français comme langue d’enseignement au Manitoba.
- 1900 Coopératives - Le Mouvement des caisses Desjardins est fondé par Alphonse Desjardins afin de contribuer au mieux-être des collectivités canadiennes-françaises et acadiennes en leur offrant les services bancaires que les banques canadiennes-anglaises rendaient inaccessibles pour les Francophones.
- 1905 Le projet d’autonomie sur la création des provinces de l’Alberta et de la Saskatchewan soumet ces dernières à la Loi sur les Territoires du Nord-Ouest de 1875.
- 1910 L’Association canadienne-française d’éducation de l’Ontario[12] est fondée afin de promouvoir les intérêts et les droits des Francophones, mais se heurte à l’opposition de l’Ordre orangiste qui réclame l’enseignement en anglais seulement.
- 1912 Le gouvernement ontarien restreint l’usage du français en adoptant le règlement 17 qui fait de l’anglais la principale langue de l’enseignement auprès des élèves francophones.
- 1916 La garantie de l’éducation française au Manitoba est enlevée du compromis conclu en 1896 et l’anglais devient la seule langue d’usage.
- 1926 Les passeports deviennent bilingues.

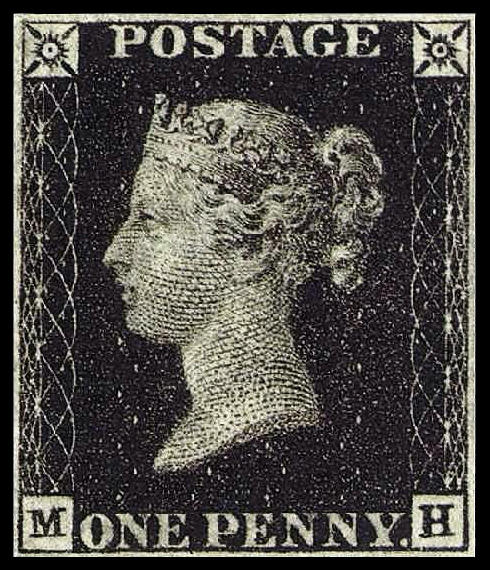
En 1927, les timbres-poste deviennent bilingues.

- En 1927, les  timbres-poste deviennent bilingues.1927 Les timbres-poste deviennent bilingues.

Après une série de manifestations, le gouvernement ontarien abolit le règlement 17 de 1912 et adopte une politique de l’enseignement bilingue.
- 1934 Le Bureau de la traduction est créé par une loi du Parlement.
- 1936 Les billets de banque deviennent bilingues.
- 1959 L’interprétation simultanée des débats dans les deux langues fait son entrée à la Chambre des communes.
- 1961 L’Office québécois de la langue française est créé par l’Assemblée nationale du Québec afin de pourvoir à la protection de la langue française au Québec.
- 1963-1970 La Commission royale d’enquête sur le bilinguisme et le biculturalisme est établie et produit ses rapports.
- 1968 Durant les années 1960, les inquiétudes suscitées par le séparatisme québécois incitent l’Ontario à accorder pour la première fois des garanties législatives en matière d’éducation en français. En 1968, Bill Davis, alors ministre de l’Éducation dans le gouvernement conservateur de John Robarts, dépose un projet de loi reconnaissant aux Franco-Ontariens le droit à l’enseignement en français, tant au niveau primaire que secondaire[13].

Le logo du Gouvernement du Canada bilingue. Un exemple de bilinguisme au niveau du gouvernement fédéral.

- 1969 À la suite des travaux de la Commission, la première Loi sur les langues officielles[4] est adoptée par le Parlement. Le Premier ministre de l'époque, Pierre Elliott Trudeau a en effet travaillé avec le Gouvernement du Canada afin de faire adopter cette loi par le Parlement du Canada[14]. Ses trois objectifs principaux sont :
  - Le français et l’anglais sont les langues officielles du Canada et elles ont un statut et des droits et privilèges égaux quant à leur usage dans les institutions du Parlement et du gouvernement du Canada assujetties à la Loi. Le Canada devient donc officiellement bilingue[14] ;
  - Favoriser l’épanouissement des minorités francophones et anglophones et appuyer leur développement ;
  - Promouvoir la pleine reconnaissance et l’usage du français et de l’anglais dans la société canadienne.
  - Le Nouveau-Brunswick adopte sa première Loi sur les langues officielles devenant ainsi la première et l’unique province officiellement bilingue.
- 1970 Création des programmes de langues officielles dans l’enseignement.

Le Commissariat aux langues officielles dont la mission est « de prendre toutes les mesures visant à assurer la réalisation des trois grands objectifs de la Loi sur les langues officielles » est créé.
- 1971 La Charte de Victoria est une tentative avortée de modifier la Constitution du Canada et dans laquelle on assistait à la reconnaissance du bilinguisme dans toutes les provinces. Le Manitoba et Terre-Neuve-et-Labrador firent échouer les négociations.
- 1973 Le Parlement vote une résolution concernant la langue de travail et la participation des collectivités francophones et anglophones au sein de la fonction publique fédérale.
- 1974 La Loi sur l’emballage et l’étiquetage des produits de consommation entre en vigueur en même temps que les règlements touchant l’étiquetage bilingue des produits de consommation.
- 1976 La Charte des droits et libertés de la personne entre en vigueur au Québec et assure que toute personne a droit à la reconnaissance et à l’exercice, en pleine égalité, des droits et libertés de la personne, sans distinction, exclusion ou préférence fondée sur (…) la langue[15] et que nul ne peut harceler une personne pour ce motif ni diffuser, publier ou exposer un avis en public autorisant une telle discrimination.
- 1977 La Charte de la langue française (loi 101) entre en vigueur au Québec. Elle légifère notamment sur l’affichage publicitaire, la formation des contrats et la langue du travail puis assure que toute personne a droit d’être servie en français en tout lieu de la province, sans égard à la demande, tant par les administrations publiques que par les entreprises privées qui font affaires au Québec. La Charte crée en outre le Conseil supérieur de la langue française et le Commission de toponymie du Québec puis augmente les pouvoirs de l’Office québécois de la langue française quant à l’application de la politique linguistique.
- 1978 Premier programme de contestation judiciaire - Langues officielles.

La Loi sur la protection du consommateur est créée au Québec. Elle assure que la langue française est utilisée notamment dans les guides d’utilisation, les garanties, les logiciels informatiques, les jeux et produits de toute sorte ainsi que les services financiers.
- 1982 Loi de 1982 sur le Canada rapatrie les droits constitutionnels du Royaume-Uni au Canada. Cette loi est la seule loi de l’histoire du Parlement du Royaume-Uni ayant été rédigée et ayant force de loi dans les deux langues. La Loi constitutionnelle de 1982[16], comprenant la Charte canadienne des droits et libertés, est proclamée. Elle contient davantage de garanties constitutionnelles à l’égard du statut et de l’emploi des langues officielles du Canada dans les institutions fédérales. En vertu de l’article 23 de la Charte, les provinces et les territoires sont tenus de fournir à leurs minorités l’enseignement primaire et secondaire dans leur langue, là où le nombre le justifie (l’anglais au Québec, le français partout ailleurs). La Cour Suprême du Canada a établi en 1990 que le même article donnait à ces minorités le droit de gérer leurs écoles.
- 1985 Les Territoires du Nord-Ouest adoptent une loi faisant du français et de l’anglais des langues à statut égal au sein de l’Assemblée législative et dans les services gouvernementaux.
- 1986 La Loi sur les services en français est adoptée par l’Assemblée législative de l’Ontario, et a pour but d’assurer que le public ait accès aux services publics en français dans les régions désignées.
- 1988 La nouvelle Loi sur les langues officielles est adoptée par le Parlement. Elle reprend, en les précisant, les obligations de la Charte (1982) en matière d’utilisation des deux langues dans les services gouvernementaux et au sein des institutions fédérales. Elle expose également l’engagement du gouvernement à faire la promotion de la dualité linguistique au sein de la société canadienne et à appuyer les développements des communautés linguistiques en situation minoritaire.

Dans l’affaire Paquette, la Cour suprême du Canada stipule que l’Alberta et la Saskatchewan sont soumises à la Loi sur les Territoires du Nord-Ouest qui est en vigueur dans les deux provinces depuis leur création en 1905. Cependant, les deux législatures provinciales ont le pouvoir d’abroger les dispositions de cette même loi. Dans le respect de leurs compétences législatives, l’Alberta adopte la Language Act alors que la Saskatchewan adopte la Loi relative à l’usage du français et de l’anglais en Saskatchewan (ou Language Act, lois linguistiques). Par ces lois, elle affirment leur unilinguisme anglais en abrogeant les dispositions de la Loi sur les Territoires du Nord-Ouest qui reconnaissaient le français comme langue d’usage dans les affaires publiques, devant tous les tribunaux et à l’Assemblée législative et qui exigeait la rédaction et la publication des lois dans les deux langues.
Le Yukon adopte une loi sur les services en français faisant du français une langue officielle du territoire au côté de l’anglais.
- 1989 Après l’entrée en vigueur de la Loi sur les services en français en Ontario, une émeute éclate à Brockville (Ontario) où des militants piétinent le drapeau du Québec devant les caméras de télévision, créant ainsi de vifs remous au Québec.
- 1990 Affaire Mahé : la Cour suprême du Canada décrète que les minorités de langue officielle ont le droit constitutionnel de participer activement, dans toutes les provinces, à la gestion et au contrôle de l’enseignement et des établissements scolaires que fréquentent leurs enfants.
- 1991 Une première action en justice est intentée par des francophones de Goose Bay au Labrador contre le gouvernement de Terre-Neuve qui refuse d’obliger les conseils scolaires à ouvrir de nouvelles écoles en français. Bien que le jugement de la cour soit favorable aux francophones, le gouvernement terre-neuvien ne prend aucun engagement précis.
- 1992 Première étape de l’entrée en vigueur du Règlement d’application de la Loi sur les langues officielles (communications avec le public et prestation des services).
- 1993 L’entrée en vigueur de la Loi sur le Nunavut fait du français et de l’anglais des langues officielles dans le territoire au côté des langues autochtones.
- 1994 Congrès mondial acadien : le Premier ministre canadien Jean Chrétien annonce l’adoption d’« une politique cadre sur la participation des institutions fédérales au développement communautaire » prévoyant que les institutions fédérales produisent des plans d’action à l’égard de leurs obligations en vertu de la partie VII de la Loi sur les langues officielles.

Création du programme de contestation judiciaire du Canada.
Le gouvernement de la Colombie-Britannique refusa de permettre aux francophones d’exercer le droit de gestion de leurs écoles conféré par la Charte canadienne des droits et libertés, forçant ainsi les parents francophones à se porter devant les tribunaux pour obtenir gain de cause en 1996.
- 1996 La Fédération des francophones de la Colombie-Britannique publie l’étude L’accès à la justice en français en Colombie-Britannique : les obstacles institutionnels et systématiques et conclut que les services en français sont inaccessibles dans la province. À la suite du jugement des tribunaux en faveur des parents francophones, le ministère de l’éducation de la Colombie-Britannique propose la première politique linguistique de l’histoire de la Colombie-Britannique en créant un programme facultatif d’immersion en français pour les jeunes écoliers afin d’être conforme aux dispositions constitutionnelles en matière d’éducation.

Après un jugement favorable envers la Fédération des parents francophones de Terre-Neuve et du Labrador lors d’une seconde poursuite devant les tribunaux, le gouvernement de Terre-Neuve reconnaît ses obligations en matière d’éducation aux termes de la Charte canadienne des droits et libertés.
- 1997

Protocole d’entente entre Patrimoine canadien et le Secrétariat du Conseil du Trésor pour responsabiliser les ministères à l’égard des communautés de langue officielle en situation minoritaire.
Une modification à la loi constitutionnelle de 1867 est approuvée par la Chambre des communes du Canada. Elle ajoute l’article 93A. permettant ainsi au Québec de déconfessionaliser ses commissions scolaires. Le gouvernement du Québec devient ainsi libre sur tous points de l’éducation et, par le fait même, restructure son réseau de commissions scolaires sur une base linguistique.
Un conseil scolaire francophone est créé à Terre-Neuve lors de l’entrée en vigueur de la School Act afin de conformer le gouvernement aux obligations constitutionnelles de la province en matière d’éducation.
- 1998 Symposium national sur les langues officielles du Canada.
- 1999 Mise en œuvre du Partenariat interministériel avec les communautés de langue officielle, pour stimuler et consolider les liens entre les communautés et les organismes fédéraux. L’Année de la Francophonie canadienne (mars 1999 à mars 2000) est lancée dans le cadre du Sommet de la Francophonie tenu à Moncton en 1999 - série d’événements visant à célébrer la langue et la culture françaises partout au pays.

Dans l’affaire Beaulac, la Cour suprême statut que l’accusé en poursuite criminelle a le choix de la langue dans laquelle il veut être jugé peu importe son aptitude à parler l’une ou l’autre des langues ou les inconvénients que cela peut causer au tribunal.
- 2000 Dans l’Affaire Summerside, la Cour suprême statue que le gouvernement de l’Île-du-Prince-Édouard est en obligation de financer une école française d’une petite communauté de l’île. L’interprétation de la Constitution se fait sur la clause de la justification par le nombre. Les Franco-Édouardiens réussissent aussi à obtenir le financement public d’une école de langue française dans la communauté de Souris.
- 2001 L’Île-du-Prince-Édouard procède à l’adoption de certains articles de la Loi sur les services en français.
- 2002 Le gouvernement du Nouveau-Brunswick présente un projet de loi qui actualise sa Loi sur les langues officielles. Elle vise à remplir les obligations établies dans la Charte canadienne des droits et libertés et à améliorer la Loi initiale de 1969. Elle comporte diverses dispositions dont des critères justes et raisonnables pour que les municipalités respectent les exigences relatives à la traduction des règlements municipaux ; la nomination d’un commissaire aux langues officielles ; l’accès, dans la langue de son choix, aux services de santé de l’ensemble du réseau de la santé du Nouveau-Brunswick ; une révision approfondie de la Loi sur les langues officielles tous les 10 ans.
- 2003 Le gouvernement fédéral annonce son Plan d’action pour les langues officielles (de 2003-2004 à 2007-2008) dont l’objectif est de fournir un « nouvel élan à la dualité linguistique canadienne » grâce à plus de coordination interministérielle, et à de nouveaux investissements en éducation, en développement communautaire et dans la fonction publique.
- 2004 Entrée en vigueur de la Loi sur les services en français en Nouvelle-Écosse.
- 2006 Le gouvernement fédéral conservateur abolit le Programme de Contestation judiciaire permettant aux minorités francophones d’avoir une aide financière devant les cours de justice, afin de défendre le droit à l’égalité des langues officielles.
- 2008 Après qu’une Néo-Brunswickoise francophone a reçu une contravention écrite en anglais et délivrée par un policier fédéral, membre de la Gendarmerie royale du Canada (GRC), qui ne parlait qu’anglais, la Cour suprême du Canada décrète que la GRC (et par le fait même tous les services publics) doit, dans la province du Nouveau-Brunswick, fournir des services dans les deux langues officielles en tous lieux de la province ; peu importe le degré de demande envers l’une ou l’autre langue[18].

Le gouvernement du Nouveau-Brunswick subit de nouvelles poursuites devant les tribunaux pour non-respect des droits linguistiques des Francophones. Des chefs de file acadiens estiment que la réforme de l’éducation au niveau des collèges universitaires et des universités au Nouveau-Brunswick porte atteinte à l’intégrité linguistique de l’Université de Moncton, ainsi qu’aux dispositions constitutionnelles relatives à l’éducation au Nouveau-Brunswick.

### Influence de l’apartheid sur le principe de personnalité dans le bilinguisme canadien
Le Rapport de la commission royale d’enquête sur le bilinguisme et le biculturalisme, Livre I, Chapitre I, Paragraphes 237 et 238 disent :
« La République sud-africaine n'applique sous aucune forme, pour sa population blanche, le principe de territorialité. Elle a plutôt adopté, conformément à la garantie constitutionnelle, le principe de personnalité : tout citoyen emploie sa propre langue dans ses rapports avec les autorités officielles. À l'école, chaque enfant reçoit l'enseignement dans sa propre langue ; s'il y a trop peu d'élèves pour former une classe, il aura un maître bilingue dont il pourra recevoir des explications dans sa propre langue.
« Le principe de personnalité était nécessaire en Afrique du Sud puisque les deux communautés s'entremêlaient dans tout le pays et qu'elles étaient presque d'égale importance ; de plus, il était applicable grâce au niveau élevé du bilinguisme a l'intérieur et à l'extérieur de la fonction publique. C'est là une situation dont nous ne connaissons pas d'équivalent ailleurs et qui a inspiré une conception originale du régime d'égalité linguistique. »

## Évolution du bilinguisme individuel
Selon Statistique Canada, « Entre 2006 et 2011, le nombre de personnes ayant déclaré pouvoir soutenir une conversation dans les deux langues officielles du Canada s'est accru de près de 350 000 personnes, atteignant 5,8 millions. Le taux de bilinguisme est passé de 17,4 % en 2006 à 17,5 % en 2011. »

## Aspect juridique

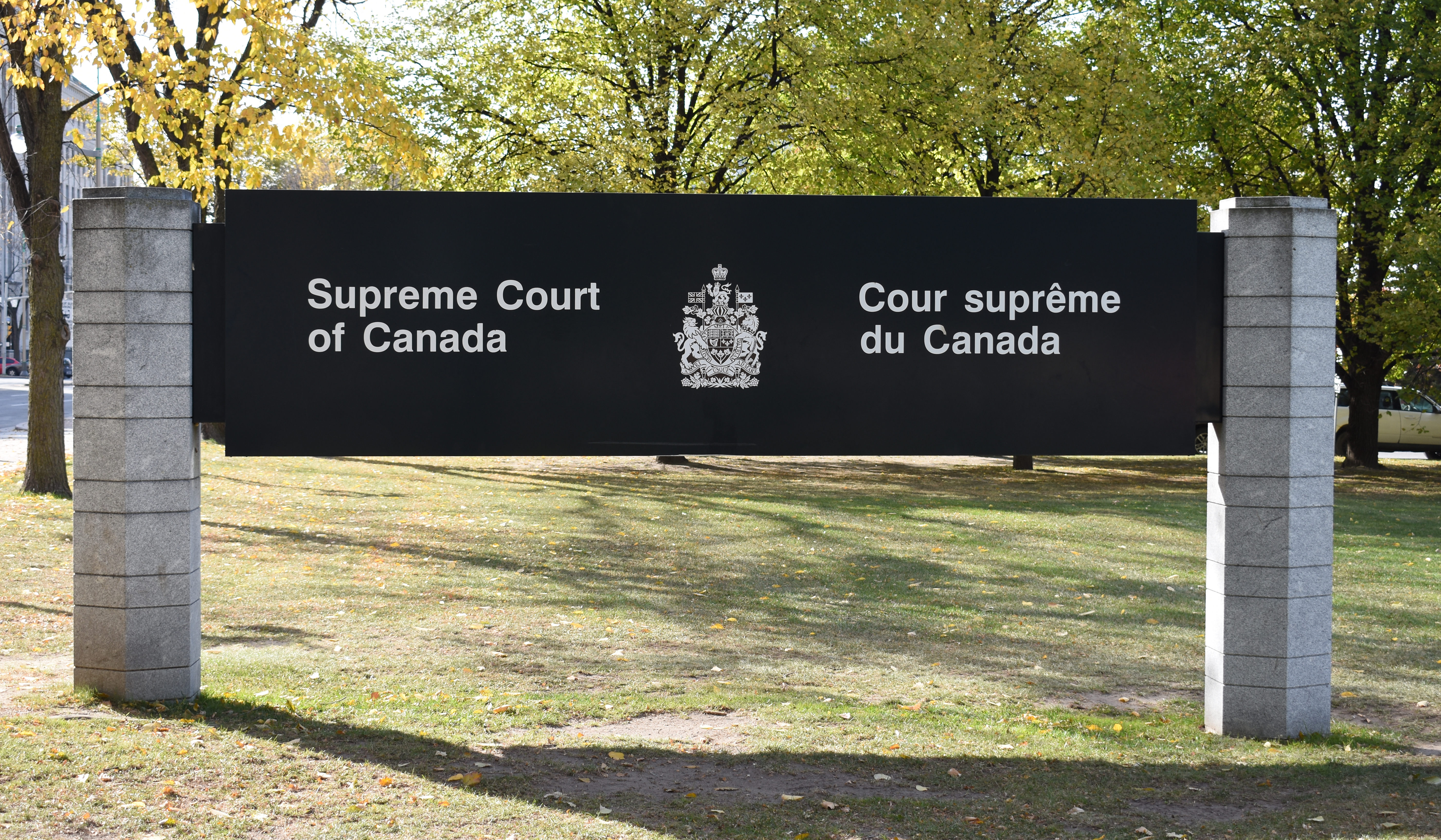
Enseigne bilingue de la Cour suprême du Canada.

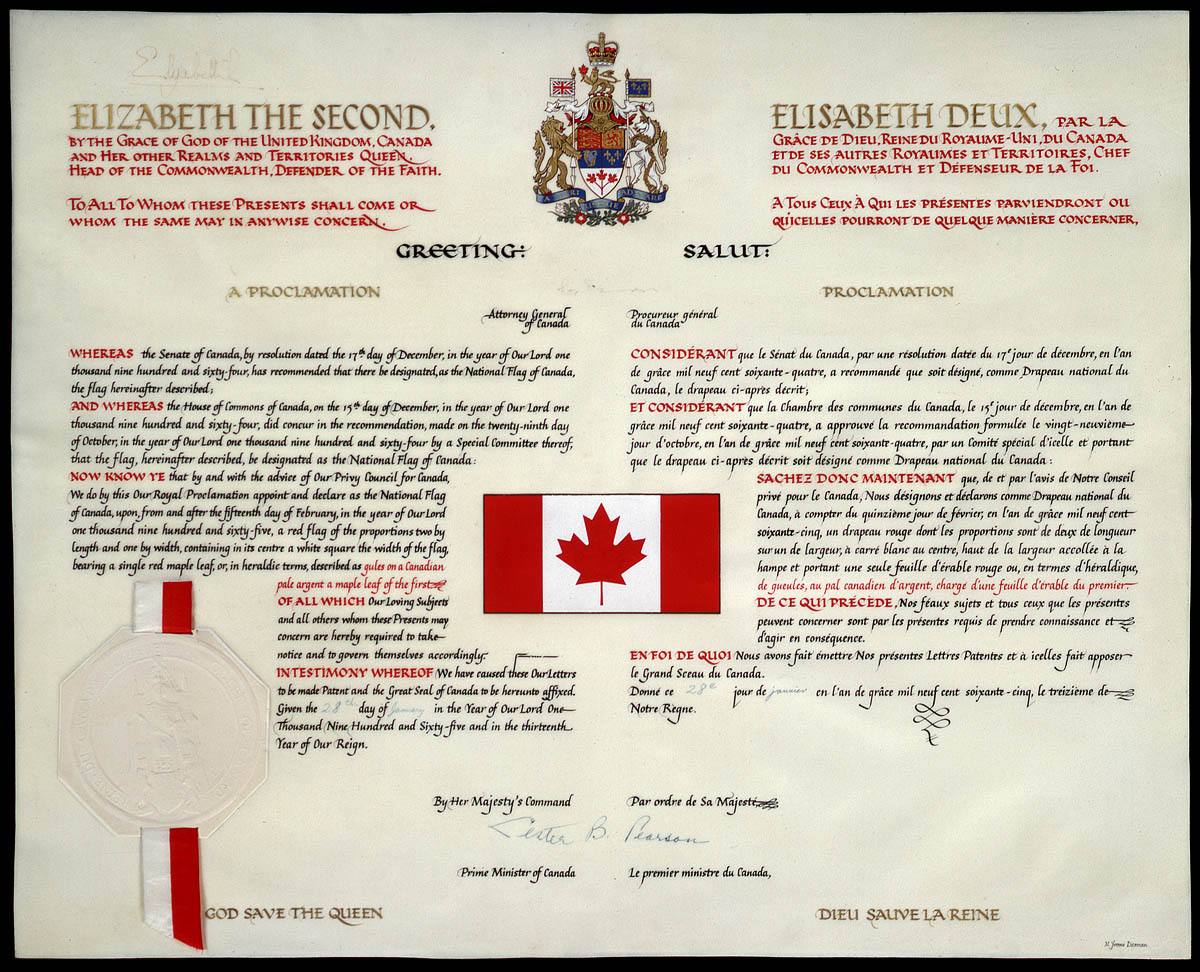
Proclamation royale bilingue du drapeau du Canada.

Le droit d'utiliser les deux langues officielles varie considérablement dans les législatures et cours de justice au Canada au sein des différents gouvernements (fédéral, provinciaux et territoriaux). Les droits linguistiques au niveau des lois fédérales sont constants à l'échelle du Canada, mais les provinces et territoires possèdent des politiques linguistiques propres.
Trois provinces (le Manitoba, le Nouveau-Brunswick et le Québec) possèdent des garanties constitutionnelles pour le bilinguisme et les droits linguistiques. Trois autres (l'Alberta, l'Ontario et la Saskatchewan) ont des dispositions légales relatives au bilinguisme dans le système juridique, de même que chacun des trois territoires (Territoires du Nord-Ouest, Nunavut et Yukon). Finalement, quatre provinces (la Colombie-Britannique, Terre-Neuve-et-Labrador, la Nouvelle-Écosse et l'Île-du-Prince-Édouard) sont entièrement unilingues anglais.
| Juridiction               | Langue(s) officielle(s)                    | Droit d'utiliser le français et l'anglais au parlement | Lois écrites en français et en anglais                 | Droit d'utiliser le français et l'anglais à la cour |  |
| ------------------------- | ------------------------------------------ | ------------------------------------------------------ | ------------------------------------------------------ | --------------------------------------------------- |  |
| niveau fédéral Canada     | Anglais, français                          | Oui,                                                   | Oui,                                                   | Oui,                                                |  |
|                           |                                            |                                                        |                                                        |                                                     |  |
| Alberta                   | Anglais                                    | Oui                                                    | Non, seulement l'anglais                               | Oui, mais seulement à l'oral, pas à l'écrit         |  |
| Colombie-Britannique      | Aucune (de facto l'anglais)                | Non, seulement l'anglais                               | Non, seulement l'anglais                               | Non, seulement l'anglais                            |  |
| Île-du-Prince-Édouard     | Anglais                                    | Non, seulement l'anglais                               | Non, seulement l'anglais,                              | Non, seulement l'anglais                            |  |
| Manitoba                  | Anglais                                    | Oui                                                    | Oui                                                    | Oui                                                 |  |
| Nouveau-Brunswick         | Anglais, français                          | Oui,                                                   | Oui,                                                   | Oui,                                                |  |
| Nouvelle-Écosse           | Anglais                                    | Non, seulement l'anglais                               | Non, seulement l'anglais,                              | Non, seulement l'anglais                            |  |
| Ontario                   | Anglais                                    | Oui                                                    | Oui                                                    | Oui                                                 |  |
| Québec                    | Français                                   | Oui                                                    | Oui,                                                   | Oui,                                                |  |
| Saskatchewan              | Anglais                                    | Oui                                                    | Oui, mais les lois uniquement en anglais sont permises | Oui                                                 |  |
| Terre-Neuve-et-Labrador   | Aucune (de facto l'anglais)                | Non, seulement l'anglais                               | Non, seulement l'anglais                               | Non, seulement l'anglais                            |  |
|                           |                                            |                                                        |                                                        |                                                     |  |
| Territoires du Nord-Ouest | Anglais, français et 9 langues autochtones | Oui                                                    | Oui                                                    | Oui                                                 |  |
| Nunavut                   | Anglais, français, langues inuites         | Oui                                                    | Oui                                                    | Oui                                                 |  |
| Yukon                     | Anglais, français                          | Oui                                                    | Oui                                                    | Oui                                                 |  |

## Défis éducatifs, linguistiques, économiques et autres du bilinguisme officiel

### Taux de réussite dans l'enseignement de la langue seconde
Dans Do you speak English? Les avantages du bilinguisme au Canada, publié par le Conseil canadien sur l’apprentissage, la page 6 dit :
« Même si la plupart des enfants suivent des cours de français ou d’anglais langue seconde à l’école, cela ne signifie pas pour autant qu’ils atteignent un degré de bilinguisme fonctionnel. Par exemple, la Commission sur le français langue seconde du Nouveau-Brunswick a récemment fait savoir que moins de 1 % des élèves inscrits à un programme en français de base en 1994 ont atteint l’objectif provincial minimal en 2007. En outre, moins de 10 % des élèves inscrits à un programme d’immersion en français en 1995 ont atteint l’objectif provincial en 2007. »
Il arrive que les chefs des partis fédéraux maîtrisent mal les deux langues officielles.

### Défis linguistiques de l’anglais et du français
Le rapport de la Commission royale d’enquête sur le bilinguisme et le biculturalisme, Livre I, Introduction générale, paragraphe 29, mentionne qu'il est difficile d'imposer aux citoyens de parler deux langues, s'ils sont unilingues :
« Un pays bilingue n'est pas un pays dont tous les habitants doivent nécessairement parler deux langues ; c'est un pays dont les principales institutions, tant publiques que privées, doivent dispenser leurs services dans les deux langues, à des citoyens qui peuvent fort bien, dans l'immense majorité, être des unilingues. ».
Page 40 de L’amélioration de l’enseignement de l’anglais, langue seconde, au primaire : un équilibre à trouver, publié par le Conseil supérieur de l’éducation du Québec en août 2014, dit :

« La difficulté de recruter des enseignantes et des enseignants qui adhèrent à la pédagogie préconisée par le programme est amplifiée dans certaines régions par le manque d’enseignants qualifiés en langue seconde. Les auteurs se demandent également si tous ceux qui enseignent dans des programmes intensifs reçoivent la formation appropriée. Dans des projets pilotes évalués, les enseignants qui s’étaient engagés dans le programme d’enseignement intensif du français, langue seconde, adhéraient au modèle proposé, avaient reçu une formation précise et bénéficiaient d’un soutien pédagogique particulier (Germain et Netten, 2009). »

« Le comité a découvert que même si les directeurs peinent à embaucher des professeurs qualifiés pour enseigner dans un programme d'immersion française, les qualifications ne suffisent pas à elles seules à assurer la qualité du programme.
Le comité d'examen a entendu dire à maintes reprises, de la part de divers intervenants, qu’il arrive que certains enseignants, même s’ils possèdent les qualifications requises sur papier, ne parlent pas couramment français. En outre, le comité a appris que des enseignants qualifiés et maîtrisant bien la langue française décident parfois d’abandonner le programme d'immersion en français pour enseigner dans le programme d’anglais. Il a entendu dire que même s'il est très ardu pour les directeurs de trouver des professeurs pour enseigner dans le programme d'immersion en français aux termes d’un contrat de durée indéterminée, il est encore plus difficile d'y parvenir pour les affectations occasionnelles à long terme. »

## l'identité linguistique et culturelle chez les jeunes Montréalais
Le multiculturalisme et le bilinguisme font partie de l’identité des jeunes Montréalais et plusieurs parlent le français et l’anglais entre amis et dans un contexte scolaire. L’identité linguistique et culturelle des jeunes Montréalais est vaste et complexe. Lors d’une étude menée en 2014 dans deux écoles secondaires anglophones, l’une située sur la rive sud et l’autre sur l’île de Montréal, «Les résultats de l’étude ont démontré que 80 % des élèves en provenance de la rive sud considèrent avoir une identité bilingue et 68,4 % considèrent même être trilingues. « Le rapport à l’identité décrit par les jeunes est complexe et révèle que la plupart d’entre eux refusent de se définir uniquement comme anglophone, francophone ». La présence de l’anglais dans la métropole, malgré la minorité anglophone sur l’ile de Montréal, les jeunes ne se sentent pas exclus, car l’anglais reste une langue présente partout dans le reste du pays et elle est employée dans le monde entier. Des études soulignent «la capacité des jeunes à passer d'une langue à l'autre et d'une culture à une autre sans difficulté. Ce phénomène est dû notamment que ses jeune sont nés dans des contextes social particulier ». De plus, «On ne croit pas, en effet, à l’existence d’une communauté de langue anglaise homogène. Même dans la région de Montréal, des distinctions sont faites en ce qui concerne les communautés anglophones existantes, tant chez les jeunes que chez leurs parents ou leurs enseignantes et leurs enseignants ».

### L'identité linguistique et culturelle bilingue chez les jeunes francophones en Ontario et les anglophones à Montréal
Selon une étude sociologique et ethnographie menée dans les communautés francophones en Ontario et les communautés anglophones à Montréal. On constate que les lois encadrant l'accès à la langue d'enseignement dans la langue minoritaire sont les mêmes. L'objectif premier de cette étude est d'observer «les  parcours identitaires d’un groupe d’adolescents et d’adolescentes fréquentant quelques écoles secondaires de langue française en Ontario et de langue anglaise au Québec, en prenant comme point de départ que le rapport à l’identité de ces jeunes est conçu en fonction de représentations qui résultent de leur trajectoire de vie».
Les résultats de l'étude ont démontré que le profil identitaire des jeunes est bilingue et même trilingue, tout dépendant de la langue majoritaire.« L’ampleur du phénomène montre très bien que la double appartenance linguistique est en train de prendre forme et qu’il ne s’agit plus d’une réalité marginale. En Ontario, c’est plus de la moitié des élèves, alors que dans le cas du Québec, c’est près de la moitié des élèves ayant participé au sondage qui disent posséder une identité bilingue ».
En conclusion, la présence du bilinguisme entre les provinces et chez le jeunes adolescents est bien présente. Ce n'est pas un phénomène nouveau et il est constamment en évolution.

### Problèmes de traduction au Gouvernement du Canada
Jean Delisle dit dans " Cinquante ans d’interprétation parlementaire " : « L’interprétation est un bon baromètre de l’activité gouvernementale. Dans les années 1960, décennie que l’interprète Ronald Després considère comme l’« âge d’or de l’interprétation simultanée », les semaines de 80 heures n’étaient pas rares. Marguerite Ouimet a confié qu’elle passait plus de temps en cabine que chez elle, comme beaucoup de ses collègues d’ailleurs. À partir du milieu des années 1970, le technicien Jean-Pierre Dulude, dont l’exceptionnelle compétence faisait l’unanimité dans le milieu, a supervisé l’installation d’une soixantaine de cabines d’interprétation sur la colline du Parlement, dans les ministères et dans des édifices fédéraux un peu partout au pays. Il veillait scrupuleusement à ce que ces cabines respectent en tous points les exigences des normes nationales. »
Le même article continue :
« Sans les interprètes, la Chambre ne peut pas siéger. D’ailleurs, il est arrivé que les travaux aient dû être ajournés en raison de difficultés techniques. »
Un rapport du Groupe de travail consultatif sur les services de traduction parlementaire du Comité permanent de la régie interne, des budgets et de l'administration révéla le 15 mars 2018 :
« De nombreux répondants ont signalé que les incohérences et le contrôle de la qualité constituent les principaux problèmes des services de traduction. La qualité du service varie grandement d'un traducteur à l'autre et les traductions comportent souvent des erreurs même quand on demande une seconde révision. Certains répondants ont indiqué que les versions anglaise et française des rapports de comités n'expriment souvent pas la même chose et que dans certains cas la traduction est tout simplement erronée. Réviser les documents pour garantir que la traduction est exacte demande beaucoup de temps de la part des sénateurs et du personnel. D'autres répondants ont raconté que de longs textes traduits par plus d'une personne sont souvent incohérents et difficile à lire car un même style n'a pas été maintenu. Les recommandations formulées portent sur la nécessite d’embaucher des traducteurs spécialisés pour faciliter la traduction des rapports de comités sur des questions techniques, le besoin de réviser adéquatement les traductions avant de les livrer et la nécessité de mettre en place un mécanisme de rétroaction pour aviser le Bureau de la traduction quand des erreurs sont décelées.
« Des problèmes ont aussi été soulevés au sujet de la qualité de l'interprétation. Des sénateurs disent avoir entendu des traductions littérales qui ne transmettaient pas le sens véritable des propos prononcés. D'autres répondants ont indiqué que des expressions régionales n'avaient pas été bien rendues. Plusieurs répondants ont demandé s'il serait possible que les mêmes interprètes couvrent les délibérations du Senat et de comités donnés pour assurer la continuité. On a également parlé de la nécessité de moderniser l'équipement technologique du Senat, car les appareils dans certaines salles de comités ne fonctionnent pas correctement. Des greffiers de comités ont signalé qu'il pourrait y avoir des gains d'efficience s'ils disposaient d'une façon plus moderne d'envoyer des documents aux interprètes. »
Selon un rapportage de SRC du 17 février 2017 intitulé Des problèmes d’ouïe préoccupants chez des interprètes du fédéral :
« Radio-Canada a appris que le quart des interprètes du Bureau de la traduction ont connu des problèmes de santé pouvant aller jusqu'à une perte d'audition. Les appareils d'interprétation utilisés au Parlement ainsi qu'au sein des ministères fédéraux contrôlent mal le son, au point de causer des chocs acoustiques et des acouphènes. »

### Coûts monétaires du bilinguisme officiel
Selon le rapport Official Language Policies of the Canadian Provinces: Costs and Benefits in 2006, publié par l'Institut Fraser en 2012, les gouvernements fédéral, provinciaux et municipaux ont dépensé à peu près 2,4 milliards de dollars canadien en 2006 pour remplir les obligations de la charte canadienne des droits et libertés envers les minorités linguistiques officielles anglaises au Québec et françaises dans les autres provinces.

### Inégalités sociales et bilinguisme
Dans Do you speak English? Les avantages du bilinguisme au Canada, publié par le Conseil canadien sur l’apprentissage, la page 4 dit :
« L’avantage du bilinguisme semble s’étendre également au revenu personnel. Selon le recensement de 2001, le revenu médian des personnes parlant les deux langues officielles (24 974 $) était de près de 10 % supérieur à celui des unilingues anglophones (22 987 $) et de 40 % supérieur à celui des unilingues francophones (17 659 $). Des écarts semblables ont également été constatés concernant, entre autres, le niveau d’instruction et l’expérience de travail. »
Les dispositions linguistiques de la Charte canadienne des droits et libertés, de la Loi sur les langues officielles, de la Loi sur l’emballage et l’étiquetage des produits de consommation, de la Loi sur l’immigration et la protection des réfugiés et d’autres lois exigent une plus grande demande d’anglophones et de francophones qu’un marché linguistique plus libre exigerait. Ceci, combiné avec l’anglais et le français étant plus difficiles à apprendre que certaines langues en raison de leurs particularités orthographiques (spécialement pour les sourds, dyslexiques et sourds-dyslexiques), grammaticales et lexicales, accentue l’écart de richesse entre les communautés linguistiques officielles et officieuses sourdes, autochtones et autres en limitant l’offre du marché et en bloquant l’accès aux emplois au sein du Gouvernement du Canada et dans toute industrie sous réglementation fédérale allant des industries de l’emballage et de l’étiquetage jusqu’aux nominations à la Cour suprême du Canada pour les communautés linguistiques non officielles. Perry Bellegarde et Romeo Saganash ont abordé cette préoccupation en ce qui concerne les peuples autochtones. La Loi sur l'équité en matière d'emploi tente d’aborder ce symptôme.
Dans un article d’Hélène Buzzetti paru dans Le Devoir du 9 novembre 2017, Romeo Saganash dit :
« Le bilinguisme dans la conception de la fonction publique exclut le fait que tu parles anglais et mohawk. Ce n’est pas considéré comme du bilinguisme. C’est ça, mon problème. C’est juste anglais et français. Si le fonctionnaire au ministère du Transport parle l’anglais et le cri et un peu d’innu […], pourquoi on l’exclut de cette possibilité d’avoir un salaire plus élevé alors que la personne qui parle anglais et français a un salaire plus élevé que les autres ? »

### Perception du bilinguisme officiel comme politique exclusivement bi-ethnocentrique
Le mandat de la Commission royale d’enquête sur le bilinguisme et le multiculturalisme était de « faire enquête et rapport sur l’état présent du bilinguisme et du biculturalisme, et de recommander les mesures à prendre pour que la Confédération canadienne se développe d’après le principe de l’égalité entre les deux peuples qui l’ont fondée, compte tenu de l’apport des autres groupes ethniques à l’enrichissement culturel du Canada, ainsi que les mesures à prendre pour sauvegarder cet apport. »
Ce même rapport clarifie le statut des peuples autochtones du Canada relatif aux « deux peuples fondateurs » dans son Livre I, Introduction générale, paragraphe 21 :
« Signalons dès à présent que la Commission n'étudiera pas la question des Indiens et des Esquimaux. De fait, son mandat ne contient aucune référence aux populations indigènes du Canada. S'il fait état de deux peuples fondateurs, c'est-à-dire les Canadiens d'origines britannique et française qui ont fondé la Confédération, et des autres groupes ethniques, il ne mentionne ni les Esquimaux ni les Indiens. Ceux-ci ne sont pas visés par la partie du mandat qui porte sur les peuples fondateurs. Il aurait donc fallu les inclure dans les autres groupes ethniques. Or il est évident que l'expression « autres groupes ethniques » désigne les hommes de diverses origines qui sont arrivés au Canada pendant ou après la fondation de l’État canadien actuel, et qu'elle ne rejoint pas les premiers occupants de notre pays. »
Le Chapitre I, paragraphe 19 dit :
« Néanmoins, comme nous l'avons déjà souligné, il existe bel et bien une culture britannique et une culture française. Bien sur, on ne constate pas entre elles de différences aussi grandes que si on les comparait à l'une des nombreuses civilisations d'Asie ou d’Afrique. Au Canada, les anglophones et les francophones ont sensiblement les mêmes coutumes, pour ce qui est du vêtement, des maisons et des outils. Ils se ressemblent beaucoup par leur comportement en société; les deux groupes professent des religions communes et participent au même patrimoine de connaissances. Ils ont aussi en commun, à des degrés divers, le mode de vie nord-américain. En revanche, les cultures anglaise et française se distinguent par nombre d'aspects importants, dont les modes de vie et de pensée. »Le Livre II, Chapitre V.E.1, paragraphe 325 indique que la politique du gouvernement relatif aux peuples autochtones était d’« intégrer aussi complètement que possible ces élèves aux systèmes provinciaux existants. » 
Ghislain Picard entre autres considère la notion de « deux peuples fondateurs » comme un discours « dépassé ».

### Critiques croissantes de l'absence du bilinguisme chez les politiciens fédéraux
Réagissant à la sélection de Mary Simon comme la prochaine gouverneure générale bilingue en anglais et en inuktitut en juillet 2021, Stéphanie Chouinard, politologue au Collège militaire royal du Canada, dit que  le gouvernement Trudeau a mis les organismes et les communautés francophones dans une  « situation impossible » :
« Actuellement au Canada, évidemment personne ne veut être contre la réconciliation. Les communautés francophones en tant que minorité comprennent probablement plus que la majorité, au Canada, l’importance d’une plus grande reconnaissance des communautés et des langues autochtones au pays, » souligne-t-elle. « Mais ça ne veut pas dire pour autant que les luttes durement gagnées, comme celle de reconnaître la nécessité d’avoir des représentants du gouvernement canadien qui sont "bilingues" disparaissent du jour au lendemain. »

## Bilinguisme dans les médias
Les Anglo-Québécois
Définition: Les Anglo-Québécois sont un groupe de gens qui parlent anglais comme langue maternelle et vivent au Québec.

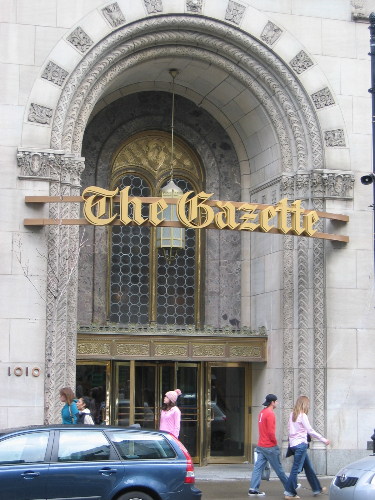
Bureaux de The Gazette, au 1010 rue Sainte-Catherine ouest à Montréal.

Presse : Le Québec a deux quotidiens de langue anglaise : The Gazette à Montréal, et The Record (Sherbrooke). Plusieurs petites communautés ont également des journaux hebdomadaires de langue anglaise. Montréal a également deux hebdomadaires gratuits, le Hour et le Mirror.
Télévision : Les stations de télévision anglophone sont CBMT (CBC), CFCF (CTV), CKMI (Global) et CJNT (Citytv/Omni). CKMI se situe en réalité à Québec, mais rediffuse à Montréal.
Radio : Les stations de radio anglophones à Montréal incluent les antennes AM CKGM (The Team 990), CJAD et CINW (AM 940), de même que les antennes FM CBME-FM (CBC Radio One), CKUT-FM (radio du campus de l'université McGill), CFQR-FM (Q92), CJFM-FM (Virgin Radio), CBM-FM (CBC Radio Two) et CHOM-FM.
Bilinguisme chez les adolescents québécois sur médias sociaux

## Communauté bilingue
Dans l'ensemble, l'anglais parlé au Québec est le même que l'anglais canadien. Cependant, l'anglais du Québec a quelques particularités lexicales uniques, lesquelles existent en raison de la proximité de la grande communauté francophone du Québec. Par exemple, un dépanneur est souvent appelé un « dépanneur » (ou un « dep ») comme en français québécois. Les emprunts sont directement dérivés d'équivalents français. Un autre exemple évident est le mot français « terrasse » qui est utilisé au lieu du mot anglais « terrace ».
La communauté anglo-québécoise est une des plus bilingues au Canada avec un taux de bilinguisme de 88,2 %. Cependant, les jeunes anglophones ont un taux de bilinguisme plus élevé que la moyenne de leur communauté. Selon les données du recensement de 2011, 90,3 % de la population anglo-québécoise entre 20 et 44 ans est bilingue.

## Organisations qui promeuvent plus de droits pour les locuteurs d’une langue officielle
- Canadian Parents for French (CPF)[85]
- Fédération des communautés francophones et acadiennes du Canada (FCFA)[86]
- Impératif français[87]

## Organisations qui promeuvent plus de droits pour les locuteurs d'une langue non officielle
- Association des sourds du Canada (ASC)[88]
- Assemblée des Premières Nations (APN)[89]
- Association nationale des centres d’amitié (ANCA)[90]
- Association canadienne d’espéranto (KEA)[91]

## Utilisation officieuse d'une langue auxiliaire internationale entre les Canadiens anglais et français
- Si vous ne connaissez pas le sujet, laissez ce bandeau (vous pouvez alors contacter les auteurs).
- Si vous supprimez le contenu mis en cause (vous pouvez préalablement contacter les auteurs),

argumentez précisément cette suppression dans la page de discussion
(un manque de référence n'est pas un argument ; une recherche réelle de référence doit avoir été effectuée, être formellement documentée).
Les Canadiens anglais et français du Nord-Ouest Pacifique ont parfois utilisé le chinook (également appelé Chinuk Wawa) pour interagir non seulement avec les populations autochtones, mais encore entre eux jusqu'à au moins 1900, après quoi la grippe de 1918, la Première Guerre mondiale et les pensionnats autochtones. Certains Canadiens anglais et français se sont tournés vers l'espéranto depuis au moins 1901 au Québec lorsque A. P. Beauchemin a fondé le groupe d'espéranto La Lumo (publié de 1902 à 1904 et lu par 1 710 lecteurs).
L'espéranto et le chinook (peut-être alimenté en partie par le faible taux de réussite dans l'enseignement des langues secondes officielles dans les écoles publiques du Canada, la croyance croissante en la nécessité de la réconciliation avec les communautés officieuses sourdes, autochtones et autres, la facilité d'apprentissage comparative de ces langues et le déclin relatif de l'anglais dans une économie mondiale de plus en plus internationale) ont connu une renaissance depuis les années 2000, entraînant la publication d'un livre d'auto-apprentissage pour le chinuk en espéranto en 2018.
Les gens ont utilisé l'application mobile Amikumu pour se créer des réseaux en espéranto depuis le 22 avril 2017 et dans d'autres langues depuis le LangFest à Montréal le 25 août 2017. Depuis, elle s'est répandue dans 130 pays parlant 525 langues.